# Ploceus nigricollis
Ploceus nigricollis là một loài chim trong họ Ploceidae. Loài chim này có khu vực thường trú và sinh sản ở phần lớn Trung bộ châu Phi từ Cameroon ở phía tây đến Kenya và miền nam Somalia ở phía đông.